# Bratrušov
Obec Bratrušov (německy Brattersdorf) se nachází v okrese Šumperk v Olomouckém kraji. Žije zde 630 obyvatel.

## Dějiny
První písemná zmínka o obci pochází z roku 1371. Od 1. ledna 1980 do 23. listopadu 1990 byla obec spolu se svou částí Osikov součástí města Šumperk.

## Kulturní památky
V katastru obce jsou evidovány tyto kulturní památky:
- Kostel Všech svatých s ohradní zdí a branou – renesanční stavba z roku 1603, doplněný o předsíň v roce 1833
- Boží muka za potokem naproti kostelu – empírová pilířová boží muka z 1. třetiny 19. století
- Pomník obětí fašismu u střelnice

## Části obce
- Bratrušov
- Osikov